# Tetraloniella brevipennis
Tetraloniella brevipennis là một loài Hymenoptera trong họ Apidae. Loài này được Cameron mô tả khoa học năm 1898.